# Eurito
Eurito é um personagem da mitologia grega, rei de Ecália, cidade da Etólia setentrional. Era um célebre arqueiro, com tiros extremamente certeiros e famoso por sua grande pontaria. Prometera sua filha Íole para aquele que o vencesse. Héracles (Hércules) o venceu, mas tendo Eurito recusado, Héracles o matou.
Segundo Higino, Eurito era filho de Mercúrio e Antianira, filha de Menetus; ele e seu irmão Équion foram argonautas. Segundo Hesíodo, sua mãe era Stratonica.
Eurito aprendeu arquearia com Apolo, com quem ele disputou.
Segundo Higino, com Antíope, filha de Pylo, ele teve dois filhos, Clytius e Iphitus, reis da Ecália e argonautas. Clytius foi morto por Eetes. Segundo Hesíodo, com Antíope, filha do envelhecido filho de Naubolus, ele teve Didaeon, Clytius, Toxeus, o filho de Ares Iphitus e a filha mais nova, Íole, de cabelos dourados.
Higino lista uma série de quinze competições; na décima-segunda, que Acasto, filho de Pélias, organizou para os argivos, Eurito venceu a disputa do arco.
Hércules matou Eurito porque este lhe recusou sua filha Íole. Hércules atacou a Ecália, e, para forçar a vontade de Íole, ameaçou matar seus parentes na sua frente; ela, porém, deixou eles serem mortos. Após Hércules ter matado todos, ele mandou Íole para Dejanira.